# Riffelsbachtal (Simmerath)
Das Naturschutzgebiet Riffelsbachtal liegt im Gebiet von Simmerath, Ortsteil Hammer sowie als zweites Naturschutzgebiet in dem Gebiet der Stadt Monschau, östlich von Rohren, an der Grenze zum Nationalpark Eifel.

## Beschreibung

### Riffelsbachtal (Kernbereich)
Der Riffelsbach entspringt in Fichtenforsten am Forsthaus Rothe Stein einem kleinen sumpfigen Tal. Natürlich mäandernd fließt er durch ein tief eingeschnittenes Kerbtal bis zur Mündung in die Rur. Quellregion und Oberlauf liegen in einer schmalen Nass- und Magergrünlandbrache. Hier wurden alle bachnahen Fichten entfernt wurden. Dadurch bildeten sich Pfeifengras- und Rasenschmielenbestände, kleine  torfmoosreiche Quellsümpfe und am Talrand gute Callunaheidereste mit Arten von Borstgrasrasen. Etwas unterhalb ist der Bach zu einem Löschwasserteich angestaut, der mit Flutschwadenröhricht und Laichkraut bewachsen ist und damit ein gutes Amphibienlaichgewässer. Am Ufer stehen Erlen und Ohrweiden. Für die gute Wasserqualität sprechen im Wasser lebende Insektenlarven und Planarien. Der Unterlauf ist stark eingetieft, im Bereiche eines alten Fichtenforstes sind die Steilufer bis zu 3 m hoch.

### Rest-NSG Riffelsbachtal
Zwei Restflächen in der Flur Riwelscheid westlich und östlich des Bachlaufs bestehen zum größten Teil aus alten Buchenwäldern, die von Fichtenforsten umgeben sind.

## Schutzzweck
Geschützt werden sollen die Lebensräume für vieler nach der Roten Liste gefährdeten Pflanzen, Pilze und Tiere in NRW.
Die Ziele sind die Erhaltung und die Entwicklung folgender natürlicher Lebensräume gemäß Anhang I der FFH-Richtlinie:
- Hainsimsen-Buchenwald
- Europäische trockene Heiden
- Berg-Mähwiesen

Das Gebiet hat eine besondere Bedeutung für folgende Pflanzen und Tiere:
- Eisvogel
- Schwarzspecht
- Grauspecht
- Gelbe Narzisse
- Beinbrech
- Sumpfveilchen

Diese zu schützenden Biotoptypen sind in diesem Gebiet anzutreffen: Nass- und Feuchtgrünland, natürliche und naturnahe Gewässer, naturnahe und unverbaute Bachabschnitte,  Magerwiesen, Moore, Sümpfe, Bruch- und Sumpfwälder, Zwergstrauch-, Ginster-, Wacholderheide.